# O Problema dos Três Corpos (romance)
O Problema dos Três Corpos (em chinês:  三体 'Três Corpos') é um romance de ficção científica escrito pelo escritor chinês Liu Cixin. É o primeiro romance da série O Passado do Planeta Terra ou Lembranças do Passado da Terra (em chinês:  地球往事), que também é chamada de "Três Corpos". O segundo e terceiro romances da trilogia são A Floresta Sombria e A Morte Eterna (ou O Fim da Morte), respectivamente. A série retrata um passado fictício, presente e futuro onde, no primeiro livro, a Terra encontra uma civilização alienígena em um sistema estelar próximo, que consiste em três estrelas parecidas com o sol orbitando uma à outra em um sistema instável. O título refere-se ao problema dos três corpos na mecânica orbital.
O Problema dos Três Corpos foi originalmente serializado no Science Fiction World em 2006 e publicado como um livro independente em 2008. Em 2006, recebeu o Prêmio Yinhe [Galaxy] de ficção científica chinesa, e em 2012 foi descrito como um dos romances de maior sucesso do gênero nas duas décadas anteriores. Em 2015, uma adaptação cinematográfica chinesa de mesmo nome estava em produção. A tradução para o inglês de Ken Liu foi publicada pela Tor Books em 2014. A tradução se tornou o primeiro romance asiático a ganhar o Prêmio Hugo de Melhor Romance, e foi indicado ao Prêmio Nebula de Melhor Romance.

## Enredo
Durante a Revolução Cultural Chinesa, Ye Wenjie, uma astrofísica, testemunha o assassinato do pai pelos Guardas Vermelhos e é forçada a trabalhar em uma brigada na Mongólia Interior. Após ser presa, ela é recrutada pelos militares Yang Weining e Lei Zhichengpara para o projeto secreto Costa Vermelha, que inicialmente parece buscar danificar satélites espiões, mas na verdade procura vida extraterrestre. Ye envia uma mensagem interestelar e, ao receber uma advertência de um pacifista alienígena de Trisolaris sobre a possível invasão da Terra, decide convidar os Trisolarianos a resolver seus problemas, assassinando Yang e Lei para manter o segredo.
Com o fim da Revolução Cultural, Ye, agora professora, encontra Mike Evans, um radical ambientalista, e revela os eventos do Costa Vermelha. Evans usa seu poder financeiro para criar a Organização Terra-Trisolaris (ETO), que opera dentro do navio Judgment Day, e prepara a Terra para a invasão que ocorrerá em 450 anos. A ETO divide-se em facções com objetivos variados, desde a destruição da humanidade até ajudar os Trisolarianos a resolver problemas planetários.
Nos dias atuais, Wang Miao, professor de nanotecnologia, e o detetive Shi Qiang investigam suicídios misteriosos de cientistas e descobrem que os governos estão se preparando para a guerra. Wang encontra Ye e começa a jogar um sofisticado videojogo de realidade virtual, "Three-Body", que simula um planeta com um clima imprevisível e é usado pela ETO para recrutamento de pessoas inteligentes. Os habitantes de Trisolaris, que possuem a habilidade de "desidratar" para sobreviver durante as Eras Caóticas, tentam prever essas eras para melhorar a sobrevivência. Eles não conseguem criar um modelo climático estável, mas Wang Miao descobre que o clima de Trisolaris é afetado pela órbita de três sóis. Dependendo da proximidade dos sóis, o clima varia entre Eras Estáveis, Caóticas, incêndios globais ou eras glaciais. É previsto que o planeta Trisolaris acabará colidindo com um sol no futuro.
Devido a esse eminente perigo, os Trisolarianos planejam invadir a Terra usando naves colonizadoras. Wang Miao é integrado na ETO, revela informações à equipe de Shi Qiang, levando a um confronto com o Exército Popular de Libertação (EPL) e à prisão de Ye Wenjie. O EPL e os americanos emboscam o Judgment Day, usando tecnologia de nano-material para destruir o navio sem danificar os sistemas de comunicação. Os Trisolarianos utilizam sophons, supercomputadores 11-dimensionais que causam alucinações e espionagem, e planejam criar alucinações em larga escala para desestabilizar a ciência humana. Após uma mensagem final dos Trisolarianos chamando os humanos de insetos, Ye reflete sobre seu papel na história e o futuro da humanidade. Shi e Wang, após uma reflexão sobre a sobrevivência, retornam a Pequim para preparar a defesa contra a invasão. Ye, envelhecida e fraca, visita a antiga base SETI do Red Coast e vê o pôr do sol como o "pôr do sol para a humanidade".

## Personagens

### Família de Ye
- Ye Zhetai (叶哲泰)

Físico e professor na Universidade de Tsinghua. Ele é morto numa sessão de luta durante a Revolução Cultural.
- Shao Lin (绍琳)

Física e esposa de Ye Zhetai. Ela é também uma das suas acusadoras na sessão de luta que resultou na sua morte.
- Ye Wenjie (叶文洁)

Astrofísica e filha de Ye Zhetai. Ela é a primeira pessoa a estabelecer contacto com os Trissolarianos enquanto trabalhava na Base Costa Vermelha. Casa-se com Yang Weining e dá à luz uma filha, Yang Dong. Mais tarde, torna-se a líder espiritual da Organização Terra-Trissolaris (ETO) e influencia diretamente vários eventos importantes na série.
- Ye Wenxue (叶文雪)

Irmã mais nova de Ye Wenjie, estudante do Liceu de Tsinghua e uma Guarda Vermelha fervorosa. Ela é morta durante a violência entre facções após o colapso da sua família.

### Base Costa Vermelha
- Lei Zhicheng (雷志成)

Comissário político da Base Costa Vermelha. Ele recrutou Ye Wenjie e supervisionou o seu trabalho. Mais tarde, ela mata-o para manter o segredo das transmissões interestelares.
- Yang Weining (杨卫宁)

Engenheiro-chefe na Base Costa Vermelha, antigo estudante de Ye Zhetai, mais tarde marido de Ye Wenjie e também assassinado por ela.

### Dias atuais
- Wang Miao (汪淼)

Investigador de nanomateriais e académico da Academia Chinesa de Ciências. Ele é encarregado de investigar a ETO, bem como a recente onda de suicídios entre cientistas de renome. Wang Miao envolve-se profundamente no jogo de realidade virtual "Three Body", através do qual aprende sobre Trissolaris.
- Yang Dong (杨冬)

Teórica das cordas e filha de Ye Wenjie e Yang Weining. Ela comete suicídio pouco antes dos eventos que decorrem nos dias atuais.
- Ding Yi (丁仪)

Físico teórico e parceiro de Yang Dong. Ele já tinha aparecido em Ball Lightning, outra obra de Liu.
- Shi Qiang (史强)

Detetive da polícia e especialista em contra-terrorismo, apelidado de "Da Shi" (大史; "Grande Shi"). Ele tem uma postura rude, mas é extremamente confiável e frequentemente demonstra grande perspicácia.
- Chang Weisi (常伟思)

Major-general do Exército de Libertação Popular.
- Shen Yufei (申玉菲)

Física sino-japonesa e membro das Fronteiras da Ciência.
- Wei Cheng (魏成)

Prodígio da matemática, recluso e marido de Shen Yufei. Ele desenvolve uma possível solução para o problema dos três corpos.
- Pan Han (潘寒)

Biólogo, amigo/conhecido de Shen Yufei e Wei Cheng, e membro das Fronteiras da Ciência.
- Sha Ruishan (沙瑞山)

Astrónomo e um dos estudantes de Ye Wenjie.
- Mike Evans (麦克·伊文斯)

Ambientalista radical que apoia o "comunismo pan-espécies", também filho de um magnata do petróleo. Após conhecer Ye Wenjie, ele torna-se a principal fonte de financiamento da ETO.
- Coronel Stanton (斯坦顿)

Oficial do Corpo de Fuzileiros Navais dos EUA, comandante da Operação Guzheng.

## Inspiração
Na infância de Liu, quando tinha três anos, a sua família mudou-se do Instituto de Design de Carvão de Pequim para Yangquan, em Shanxi, devido à mudança de emprego do seu pai. Ele também passou parte da sua infância no campo, nos arredores da cidade ancestral de Luoshan, Henan. No dia 25 de abril de 1970, o Dong Fang Hong 1—o primeiro satélite da China—foi lançado. Liu recorda o lançamento como um evento decisivo na sua vida, lembrando-se de um profundo sentimento de desejo ao testemunhá-lo.
Vários anos depois, Liu encontrou uma caixa de livros debaixo da sua cama em Yangquan, que incluía uma antologia de Tolstói, Moby-Dick, Viagem ao Centro da Terra e Primavera Silenciosa. Ao começar a ler Viagem ao Centro da Terra, o seu pai disse-lhe: "Isso chama-se ficção científica, é uma escrita criativa baseada na ciência". Este foi o seu primeiro contacto com o género, e ele comentou mais tarde: "A minha persistência vem das palavras do meu pai". Naquela época, tais livros só podiam ser lidos em segurança de forma privada: "Senti-me como se estivesse sozinho numa ilha, é um estado muito solitário".
O respeito e o medo pelo universo são um dos principais temas da escrita de Liu. Segundo ele, como seres humanos, ficamos maravilhados com a escala e profundidade do universo. Os seus romances também se concentram na curiosidade pelo desconhecido. Liu diz que não pode deixar de pensar no futuro da humanidade e no estilo de vida dos seres humanos, e tenta invocar a curiosidade dos leitores com os seus livros. Ele também acredita que a humanidade deve ser tratada como um todo. Liu tentou responder ao dilema existencial de "para onde deve ir a humanidade daqui para frente" através de vários esforços.

## Recepção

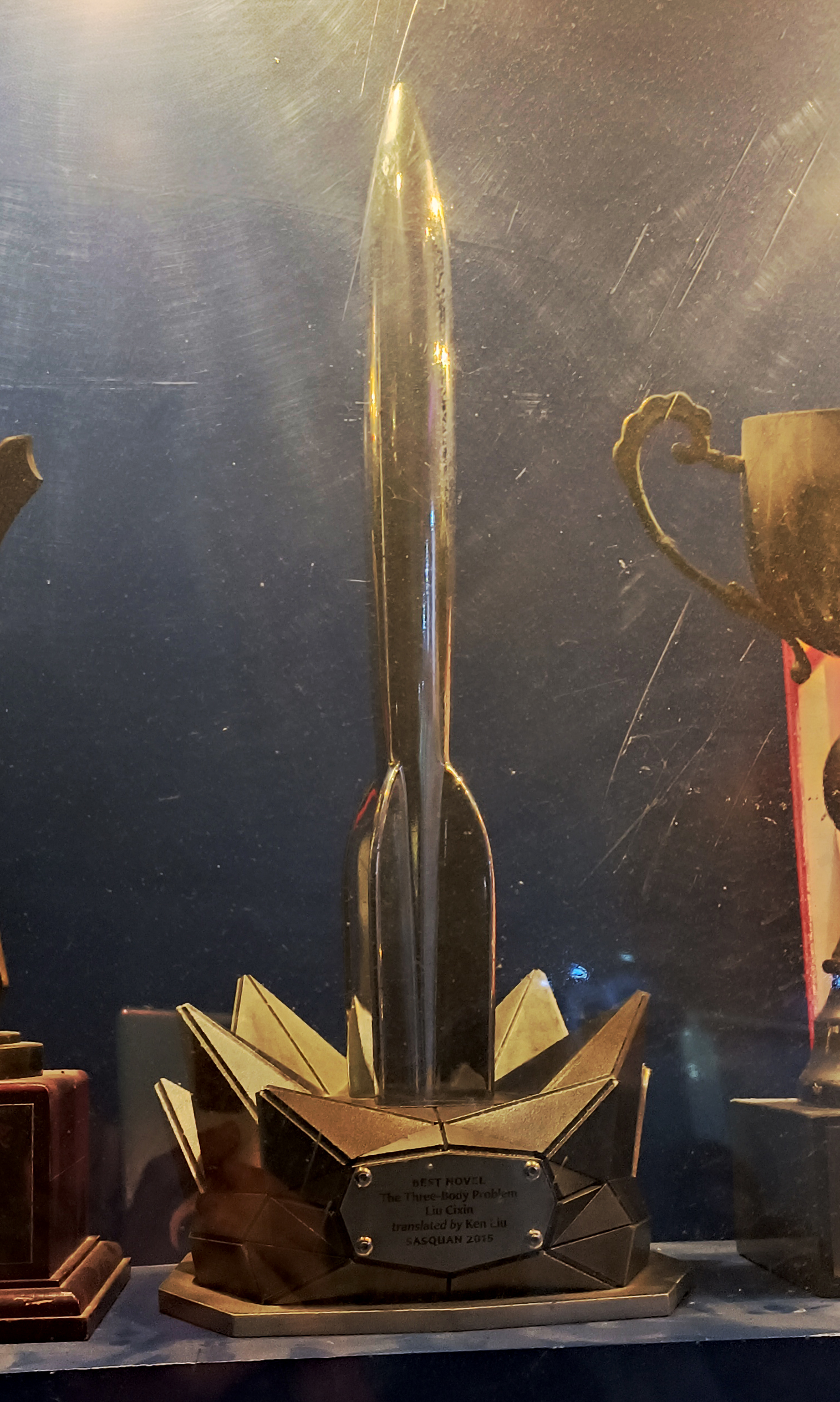
O Prémio Hugo vencido por Liu

Em dezembro de 2019, o The New York Times mencionou que The Three-Body Problem ajudou a popularizar a ficção científica chinesa internacionalmente, creditando a qualidade da tradução em inglês feita por Ken Liu, bem como os elogios ao livro por parte de George R. R. Martin, do fundador do Facebook Mark Zuckerberg, e do ex-presidente dos EUA Barack Obama. George R. R. Martin escreveu num blogue sobre o romance, expressando pessoalmente a sua dignidade para o Prémio Hugo. Obama disse que o livro tinha um alcance "imensurável" e que era "divertido de ler, em parte porque os meus problemas diários com o Congresso dos Estados Unidos parecem bastante insignificantes".
O Kirkus Reviews escreveu que "em conceito e desenvolvimento, assemelha-se ao melhor de Arthur C. Clarke ou Larry Niven, mas com uma perspetiva—enredos, mistérios, conspirações, assassinatos, revelações e tudo mais—embutida numa cultura e política dramaticamente desconhecida para a maioria dos leitores no Ocidente, convenientemente iluminada com notas de rodapé, cortesia do tradutor Liu." Joshua Rothman, do The New Yorker, também chamou Liu Cixin de "o Arthur C. Clarke da China", e observou de forma semelhante que, "na ficção científica americana... o futuro imaginado da humanidade muitas vezes parece-se muito com o passado da América. Para um leitor americano, um dos prazeres de ler Liu é que as suas histórias recorrem a recursos totalmente diferentes", citando o uso de temas relacionados com a história e a política chinesas.
Matthew A. Morrison escreveu que o romance poderia "evocar uma resposta praticamente única no género: uma admiração pela natureza e pelo universo [que] os leitores de ficção científica chamam de 'sense of wonder'".
O serviço de streaming americano Netflix anunciou em 2020 que os escritores de Game of Thrones, David Benioff e D. B. Weiss, iriam adaptar a série para uma série dramática de ficção científica, tornando-a num dos poucos livros originalmente não escritos em inglês a serem adaptados pela Netflix. A 18 de junho de 2023, a Netflix carregou um Teaser trailer da próxima estreia.

## Adaptações

### Filme
- The Three-Body Problem é um filme chinês de ficção científica 3D adiado.[17] Dirigido por Fanfan Zhang e protagonizado por Feng Shaofeng e Zhang Jingchu, as filmagens começaram, mas nunca foram concluídas ou lançadas.[18][19][20]

### Banda desenhada
- Uma adaptação digital em banda desenhada tem sido publicada de forma seriada pela Tencent Comics desde 2019.[21]

### Áudio
- A adaptação em audiolivro de The Three Body Problem foi produzida pela Macmillan em 2014 e narrada por Luke Daniels. Foi relançada em 2023 com narração de Rosalind Chao, que participou na adaptação para televisão da Netflix intitulada 3 Body Problem.[22]
- Os capítulos de The Three Body Problem foram apresentados no podcast seriado Stories From Among the Stars, produzido pela Tor Books e Macmillan em julho de 2021.[23]
- Todos os três livros da trilogia Remembrance of Earth's Past foram adaptados para um drama radiofónico de 100 episódios em mandarim na Ximalaya.[24][25]

### Animação
- The Three-Body Problem in Minecraft é uma adaptação animada criada por fãs (posteriormente sancionada oficialmente) da série, dirigida por Shenyou (Zhenyi Li). Inicialmente, foi animada inteiramente como um machinima amador em Minecraft, com baixo orçamento e qualidade de produção para a sua primeira temporada em 2014. Segundo Xu Yao, CEO da The Three-Body Universe, Shenyou escolheu este meio devido ao orçamento reduzido, já que o Minecraft permite que os jogadores desenhem ambientes com facilidade e não requer animação. O formato machinima, após os primeiros episódios da primeira temporada, foi posteriormente convertido em animação de estilo Minecraft devido ao sucesso do programa.[26][27]

### Televisão
- Uma adaptação para televisão chinesa produzida pela Tencent Video estreou a 16 de janeiro de 2023.[28] Em 2024, a NBC exibiu a série chinesa no Peacock, o seu serviço de streaming, com estreia no dia 10 de fevereiro.[29]
- Uma série televisiva americana baseada no livro foi lançada pela Netflix no dia 21 de março de 2024, com David Benioff, D. B. Weiss e Alexander Woo a escrever e a produzir executivamente.[30][31]
- Uma série documental premiada intitulada Rendezvous with the Future, que explora a ciência por trás da ficção científica de Liu Cixin, foi produzida pela BBC Studios e lançada pela Bilibili na China.[32][33] O primeiro episódio aborda várias ideias presentes em The Three-Body Problem, como o envio de mensagens a civilizações extraterrestres e a possibilidade de um transmissor de ondas gravitacionais.[32]